# Sonnberg (Osterhorngruppe)
Der Sonnberg ist ein 1072 m ü. A. hoher bewaldeter Grat im österreichischen Bundesland Salzburg.

## Lage und Landschaft
Der Sulzberg liegt als West–Ost-streifender recht ebener Grat zwischen der zu Fuschl gehörigen Ellmau im Norden, einem östlichen Nebental des Fuschlsees, und der Faistenauer Tiefbrunnau südseitig. Der Kamm verläuft vom Filbling (1307 m ü. A.) über die Einsattelung des Perfalleck (1034 m ü. A.) 3 Kilometer den Sonnberg entlang bis zum Sulzberg (1034 m ü. A.) oberhalb St. Gilgen, einem Vorberg des Zwölferhorns. Dort trifft er auf den Grat, der von Nordwest vom Ellmaustein (1047 m ü. A.) über die Sausteigalm zum Zwölfergipfel führt, und den St.-Gilgener Talkessel in einer mehrere hundert Meter hohen Steilwand begrenzt.

## Geologie und Hydrographie
Der Filbling–Sonnbergzug ist eine mächtige Scholle Hauptdolomit (unsicher Karnium–Norium des Trias, ca. 230–210 Mio. Jahre alt). Der harte Dolomit bildet hier einen steilflankigen Grat. Der westliche Gipfelbereich des Sonnbergs selbst ist aber ein Rest jüngeren Dachstein-Plattenkalks (Norium–Rhätium, ca. 210–200 Mio. Jahre alt).
Nördlich entwässern der Bambichlbach  und der Ellmaubach zum Fuschlsee, südlich der Brunnbach (teils auch Weißbach genannt), der beim Hintersee in den Almbach (Oberalm) mündet. Letzterer geht südwestwärts zur Salzach. Damit bildet der Grat die Wasserscheide zwischen den Einzugsgebieten des Inn und der Traun, wobei der Fuschlsee zum Gebiet der Ager (mit Atter- und Mondsee) gehört.

## Erschließung
Östlich am Gipfel steht ein Sendemast.
Der Berg ist nur auf unmarkiertem Weg als Überschreitung vom Perfalleck nach Kühleiten am Sulzberg erreichbar.